# Lakes Entrance
Lakes Entrance – miejscowość turystyczna i port rybacki we wschodniej części stanu Wiktoria w Australii, w regionie Gippsland. W 2001 mieszkało w niej około 600 osób. 
Lakes Entrance położone jest 320 kilometrów na wschód od Melbourne (przy drodze Princes Highway), w pobliżu sztucznego kanału łączącego jeziora Gippsland Lakes z Cieśniną Bassa.
Przez miejscowość przebiega 90-milowa plaża.

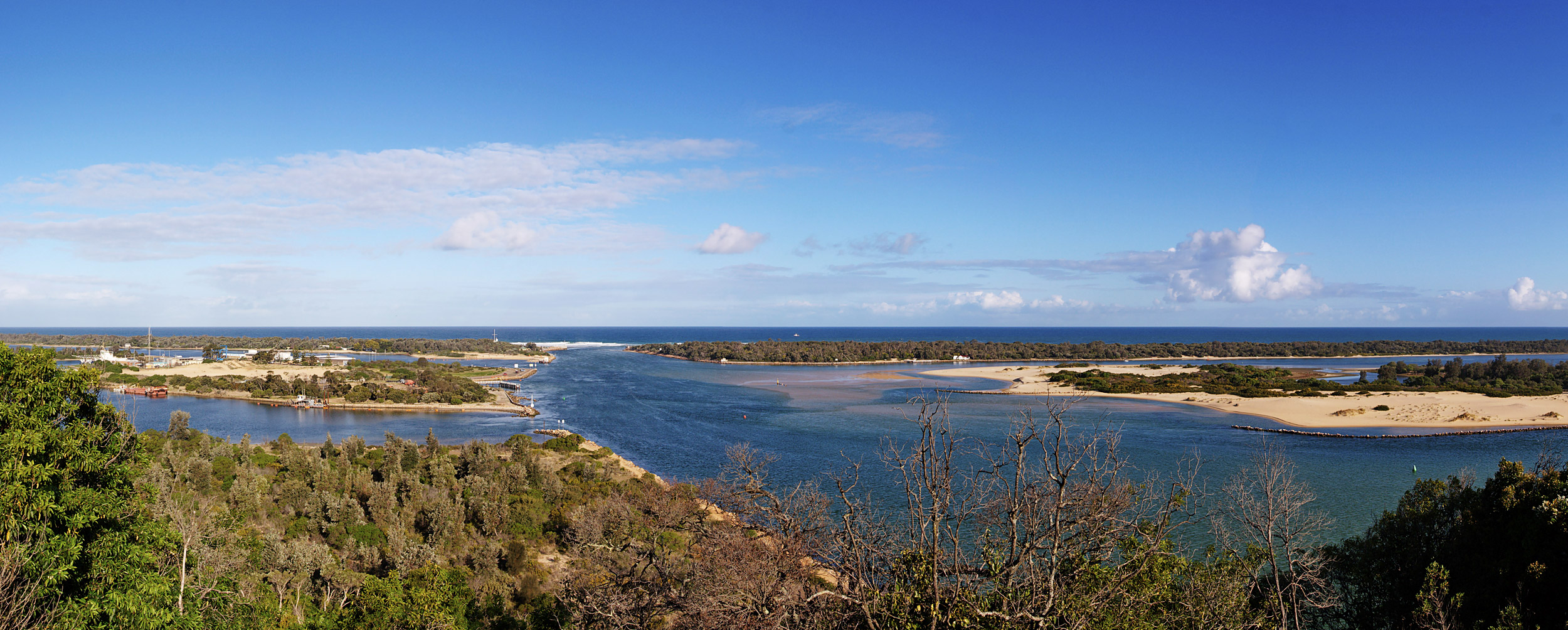
Panorama widoczna z drogi dojazdowej do Lakes Entrance

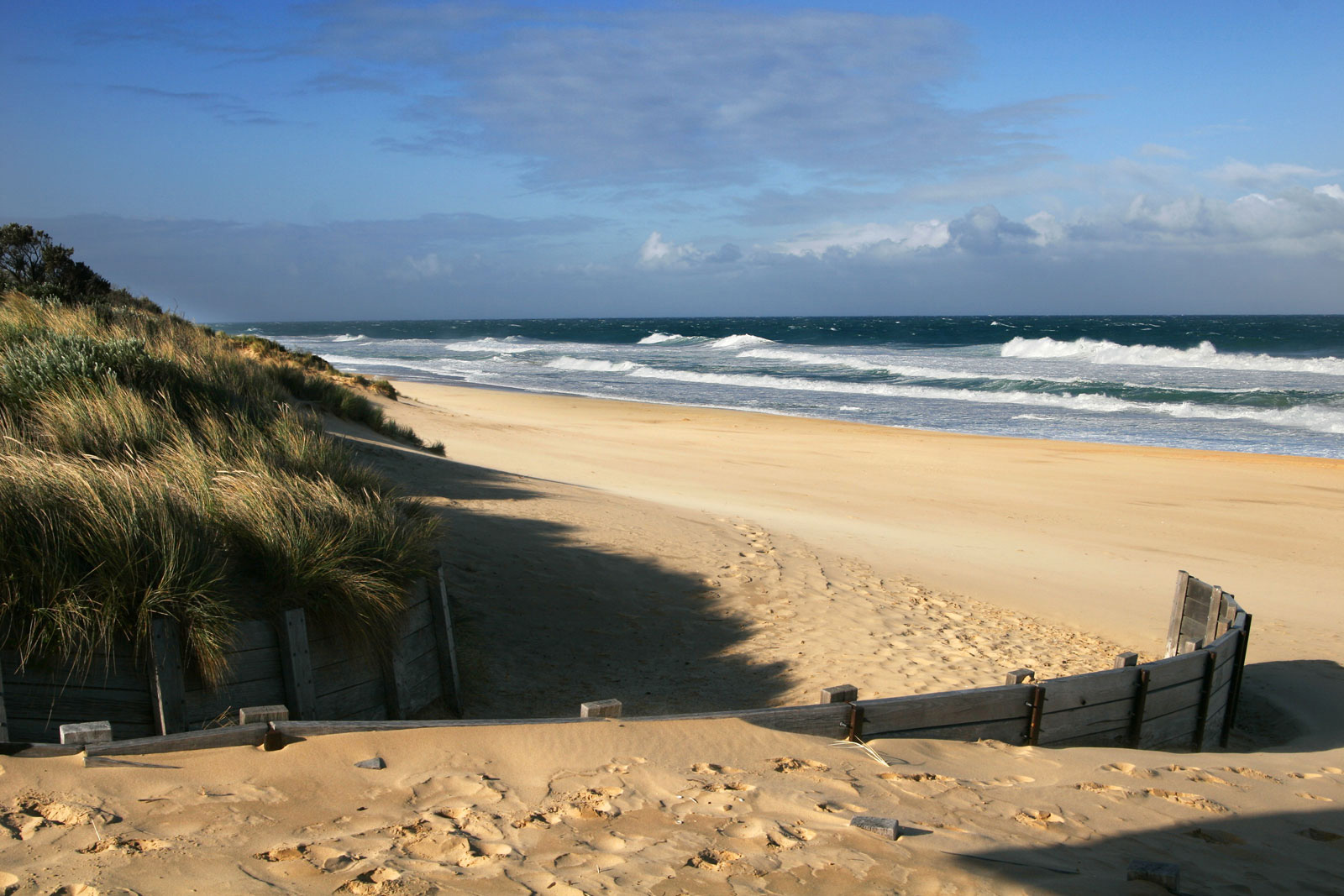
90-milowa plaża
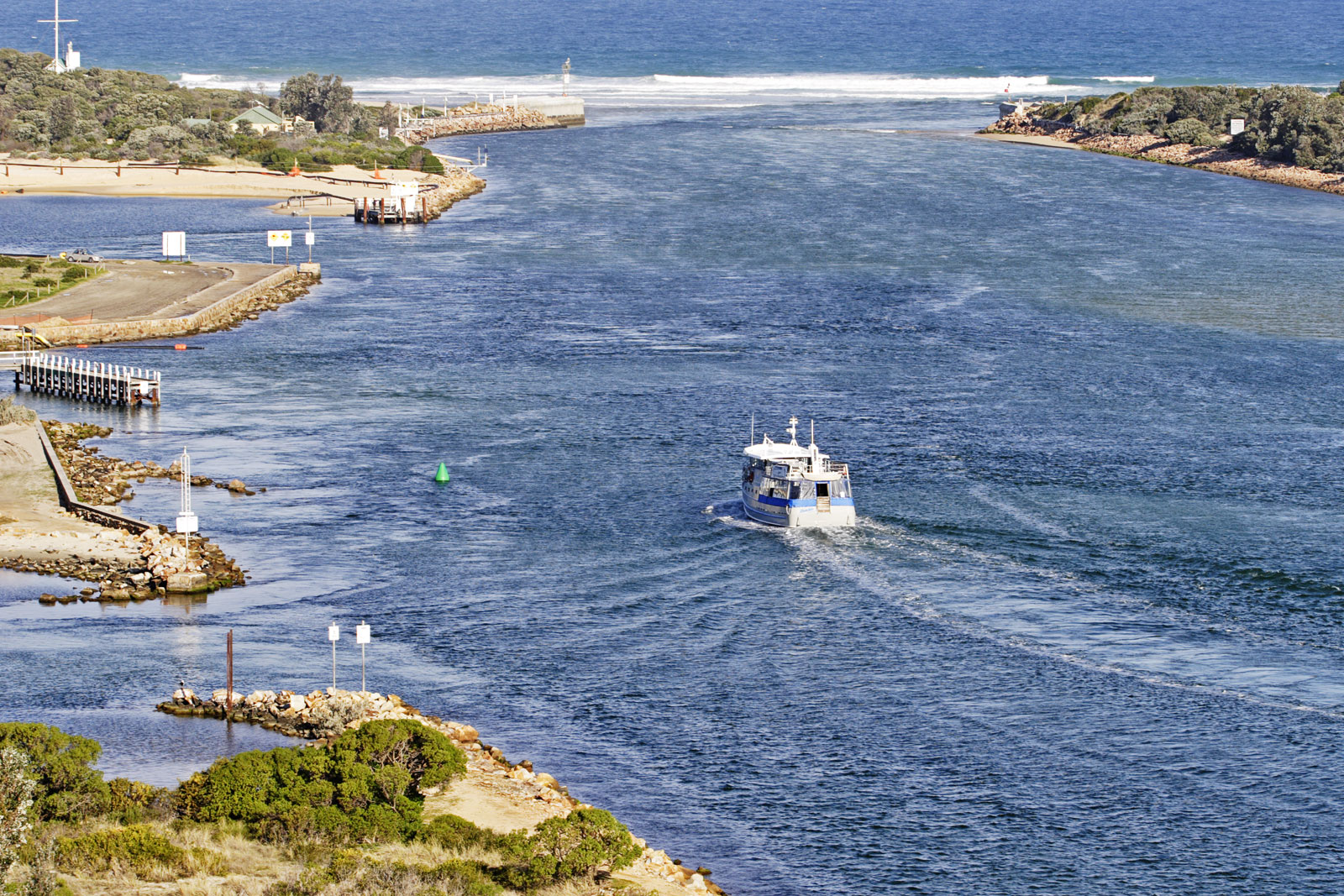
Kanał łączący Gippsland Lakes z Cieśniną Bassa w Lakes Entrance
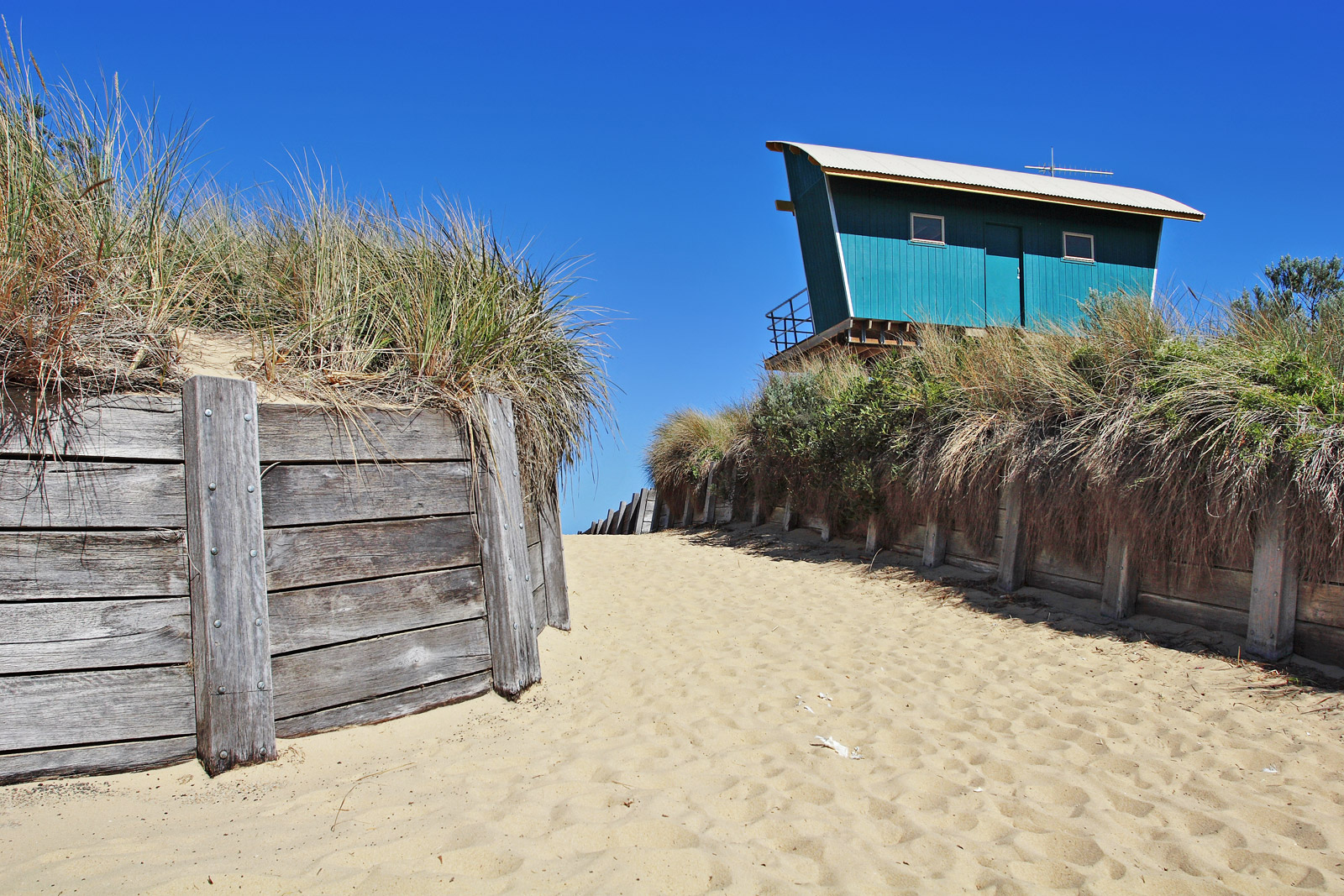
Wejście na plażę w Lakes Entrance